# Willem Duk
Willem (Wim) Duk (Breda, 5 september 1918 – Amsterdam, 5 januari 2012) was een Nederlands hoogleraar. Hij doceerde staatsrecht aan de Universiteit van Amsterdam van 1 maart 1972 tot 1 augustus 1984. Daarna ging hij met emeritaat. Hij werkte mee aan de voorbereiding van de Algemene wet bestuursrecht.
Willem Duk is de grondlegger van de Dukkiaanse ordening in het bestuursrecht.

## Persoonlijk leven
Willem Duk is de oom van de Nederlandse historicus en journalist Wierd Duk. Willem Duk was getrouwd met Johanna Varkevisser, die in 1979 overleed. Hij vond een nieuwe liefde met Suzanne Hoogendijk-Deutsch. Zij was bekend als oprichter van het tijdschrift Milieu en recht, lid van de commissie-Van Maarseveen voor het eerste ontwerp van de Algemene wet bestuursrecht, hoogleraar en eerste vrouwelijke rechter bij de Centrale Raad van Beroep. 
Willem Duk woonde in Amsterdam, maar verbleef regelmatig in zijn vakantieverblijf in Hierden in de wijk Hierden Bosch. Zijn bestuursrechtelijke kennis zette hij omstreeks 1991 in om de gemeente Harderwijk bereid te vinden om publieke voorzieningen aan te leggen in deze wijk zoals riool.
De tweelingsbroers uit het huwelijk met Johanna Varkevisser heten Ronald Duk en Donald Duk en de oudere broer heet Rogier Duk. 